# Берклі (Массачусетс)
Берклі (англ. Berkley) — місто (англ. town) в США, в окрузі Бристоль штату Массачусетс. Населення — 6764 особи (2020).

## Демографія
Згідно з переписом 2010 року, у місті мешкало 6411 осіб у 2109 домогосподарствах у складі 1746 родин. Було 2187 помешкань
Расовий склад населення:
| - 96,6 % — білих - 0,9 % — чорних або афроамериканців - 0,5 % — азіатів - 0,1 % — корінних американців |

До двох чи більше рас належало 1,2 %. Частка іспаномовних становила 1,4 % від усіх жителів.
За віковим діапазоном населення розподілялося таким чином: 25,9 % — особи молодші 18 років, 65,2 % — особи у віці 18—64 років, 8,9 % — особи у віці 65 років та старші. Медіана віку мешканця становила 40,1 року. На 100 осіб жіночої статі у місті припадало 97,3 чоловіків;  на 100 жінок у віці від 18 років та старших — 96,1 чоловіків також старших 18 років.
Середній дохід на одне домашнє господарство  становив 105 298 доларів США (медіана — 89 597), а середній дохід на одну сім'ю — 120 204 долари (медіана — 109 732). Медіана доходів становила 56 705 доларів для чоловіків та 55 025 доларів для жінок. За межею бідності перебувало 3,9 % осіб, у тому числі 1,0 % дітей у віці до 18 років та 6,3 % осіб у віці 65 років та старших.
Цивільне працевлаштоване населення становило 3731 особа. Основні галузі зайнятості: освіта, охорона здоров'я та соціальна допомога — 29,5 %, роздрібна торгівля — 13,1 %, виробництво — 11,7 %.